# آیملدینگن
آیملدینگن (به آلمانی: Eimeldingen) یک شهر در آلمان است که در Lörrach واقع شده‌است. آیملدینگن ۲٬۳۵۲ نفر جمعیت دارد.